# Caesars
Caesars je švédská indie rocková skupina. Ve Švédsku byla původně známá jako Caesars Palace a ve zbytku Skandinávie jako Twelve Caesars. Všude jinde je skupina známá jako Caesars. Skupina se stala populární hlavně svou písní "Jerk It Out" z roku 2003.

## Styl
Skupina používá několik technik ve svých písních: silně zkreslené kytary, syntezátorové varhany a reverb ve zpěvu.

## Členové
- Joakim Åhlund – kytary, zpěv
- César Vidal – kytary, hlavní zpěv
- David Lindquist – basová kytara
- Jens Örjenheim – bicí (1998–2000)
- Nino Keller – bicí (2000–dosud)
- Klas Åhlund – další kytary a ostatní nástroje na dřívějších albech, která také produkoval. Klas nebyl nikdy oficiálním členem skupiny, ale objevoval se na dřívějších vystoupeních skupiny.

## Diskografie

### Alba
- Youth is Wasted on the Young (jako "Twelve Caesars"), vydané 8. prosince 1998
- Cherry Kicks (jako "Caesars Palace"), vydané v roce 2000 (zlato ve Švédsku)
- Love For The Streets (jako "Caesars Palace"), vydané v roce 2002 (zlato ve Švédsku)
- 39 Minutes of Bliss (In an Otherwise Meaningless World), vydané 22. dubna 2003
- Paper Tigers, vydané 26. dubna 2005 (# 13 SWE) (# 40 UK)
- Strawberry Weed, vydané 5. března 2008 (# 16 SWE)

### Singly
- 1995 – Shake It 3-skladbové EP: "Shake It" / "Odd Job" / "Born Cool" [7 "Dolores]
- 1996 – Rock De Puta mierda 7-skladbové EP: "Phenobarbital" / "3D-TV" / "Automatic" / "Crap-thinker" / "This Man, This Monster" / " Pupo Diavolo "/" You'RE My Favorurite "
- 1998 – "Kick You Out"
- 1998 – "Sort It Out"
- 2000 – "From the Bughouse" / "punkrockerů" (Originální verze) / "Love Bubble"
- 2000 – "crackin 'Up"
- 2000 – "Fun 'n' Games"
- 2000 – "Only You" (promo)
- 2002 – "Jerk It Out" / "Out of My Hands" / "She 's A Planet"
- 2002 – "Over 'fore It Started" / "Sparky"
- 2002 – "Candy Kane" / "Artificial Gravity"
- 2002 – "Get Off My Cloud" (Rolling stones coververze) / "Bound and Dominated" LP-singl z Dolores singelklubb 300EX
- 2003 – "Jerk It Out", vydaný 7. dubna 2003; znovu-vydaný 18. dubna 2005
- 2005 – "Jerk It Out" / "Up All Night" [7 "nevydaný ve Švédsku]
- 2005 – "Jerk It Out" (Jason Nevins Remix Edit) / "Jerk It Out" (Jason Nevins Extended Remix) / "Jerk It Out" (Jason Nevins "Rack Da Club" Remix) / "Jerk It Out" ( Jason Nevins "Jerk It Harder" Remix) / "Jerk It Out" (Jason Nevins Remix Edit Instrumental)
- 2005 – "We Got to Leave" / "Longer We Stay Together"
- 2005 – "Paper Tigers" / "Up All Night"
- 2005 – "It 'Not the Fall That Hurts"
- 2007 – "No Tomorrow" / "Every Road Leads to Home"
- 2008 – "Boo Boo Goo Goo"